# Gran Premio motociclistico di Germania 2024
Il Gran Premio motociclistico di Germania 2024 è stata la nona prova del motomondiale del 2024. Le vittorie nelle quattro classi sono andate a: Jorge Martín nella Sprint e Francesco Bagnaia nella gara della MotoGP, Fermín Aldeguer in Moto2, David Alonso in Moto3, Héctor Garzó nelle due gare della MotoE.
Francesco Bagnaia conquista la sua ventiquattresima vittoria in Ducati, superando così Casey Stoner diventando il pilota più vincente della squadra italiana in MotoGP.
Con il podio nella gara di domenica, Álex Márquez e Marc Márquez diventando la prima coppia di fratelli a condividere un podio in MotoGP da Takuma Aoki e Nobuatsu Aoki nel Gran Premio di Imola 1997.

## Prove e Qualifiche

### MotoE
Nelle due sessioni di prove libere, il pilota più veloce in pista è il padrone di casa Lukas Tulovic in 1'26"553.
In qualifica, Pole Position viene conquistata per la terza volta in carriera e per la terza volta consecutiva da Alessandro Zaccone, concludendo il suo miglior giro in 1'26"234; ecco i risultati dei primi cinque classificati:
| Pos | Nº | Pilota             | Team                | Tempo    |
| --- | -- | ------------------ | ------------------- | -------- |
| 1   | 61 | Alessandro Zaccone | Tech3 E-Racing      | 1'26.234 |
| 2   | 99 | Óscar Gutiérrez    | Axxis-MSi           | 1'26.269 |
| 3   | 29 | Nicholas Spinelli  | Tech3 E-Racing      | 1'26.455 |
| 4   | 4  | Héctor Garzó       | Dynavolt Intact GP  | 1'26.501 |
| 5   | 81 | Jordi Torres       | Openbank Aspar Team | 1'26.529 |

### Moto3
Nella sessione di prove libere, Adrián Fernández è il pilota più veloce in pista in 1'25"938. Nelle due sessioni di Pre-Qualifiche, lo spagnolo si conferma con il miglior tempo in 1'25"053.
In qualifica, la Pole va a Collin Veijer staccando gli inseguitori di più di tre decimi segnando un 1'24"885; ecco i risultati dei primi cinque classificati:
| Pos | Nº | Pilota             | Team                           | Tempo    |
| --- | -- | ------------------ | ------------------------------ | -------- |
| 1   | 95 | Collin Veijer      | Liqui Moly Husqvarna Intact GP | 1'24.885 |
| 2   | 80 | David Alonso       | CFMoto Gaviota Aspar Team      | 1'25.221 |
| 3   | 58 | Luca Lunetta       | SIC58 Squadra Corse            | 1'25.222 |
| 4   | 31 | Adrián Fernández   | Leopard Racing                 | 1'25.386 |
| 5   | 99 | José Antonio Rueda | Red Bull KTM Ajo               | 1'25.388 |

### Moto2
In Moto2, nella sessione di prove libere il più veloce in pista è Marcos Ramírez con un tempo di 1'23"347. Nelle due sessioni di Pre-Qualifiche, Somkiat Chantra fa segnare il miglior tempo in 1'22"698.
In qualifica, Celestino Vietti conquista la sua prima Pole stagionale, la settima della sua carriera, in 1'22"778; ecco i risultati dei primi cinque classificati:
| Pos | Nº | Pilota           | Team                           | Tempo    |
| --- | -- | ---------------- | ------------------------------ | -------- |
| 1   | 13 | Celestino Vietti | Red Bull KTM Ajo               | 1'22.778 |
| 2   | 96 | Jake Dixon       | CFMoto Polarcube Aspar Team    | 1'22.825 |
| 3   | 54 | Fermín Aldeguer  | MB Conveyors SpeedUp           | 1'22.905 |
| 4   | 81 | Senna Agius      | Liqui Moly Husqvarna Intact GP | 1'22.941 |
| 5   | 18 | Manuel González  | QJMotor Gresini Moto2          | 1'22.992 |

### MotoGP
In questo weekend è presente il collaudatore Stefan Bradl che partecipa alla sua terza wildcard stagionale per il team HRC Honda.
Il pilota Remy Gardner sostituisce l'infortunato Alex Rins per il team Monster Energy Yamaha.
Nella prima sessione di prove libere il miglior tempo è fatto segnare da Jorge Martín in 1'20"584. Nella sessione di Pre-qualifica è Maverick Viñales che fa segnare il miglior tempo della sessione in 1'19"622. Nella seconda sessione di prove libere il più veloce in pista è Miguel Oliveira in 1'20"353.
Nel Q1 riescono passano il turno Raúl Fernández e Marco Bezzecchi. Nella Q2, la Pole va ad Jorge Martín davanti alle due Trackhouse Racing, sorprese del weekend, con Miguel Oliveira che chiude davanti al compagno Raúl Fernández. Di seguito i risultati delle qualifiche:
| Pos. | Nº | Pilota                | Team                         | Tempo     | Tempo    |
| Pos. | Nº | Pilota                | Team                         | Q1        | Q2       |
| ---- | -- | --------------------- | ---------------------------- | --------- | -------- |
| 1    | 89 | Jorge Martín          | Prima Pramac Racing          | Già in Q2 | 1'19.423 |
| 2    | 88 | Miguel Oliveira       | Trackhouse Racing            | Già in Q2 | 1'19.471 |
| 3    | 25 | Raúl Fernández        | Trackhouse Racing            | 1'19.678  | 1'19.643 |
| 4    | 1  | Francesco Bagnaia     | Ducati Lenovo Team           | Già in Q2 | 1'19.749 |
| 5    | 73 | Álex Márquez          | Gresini Racing               | Già in Q2 | 1'19.791 |
| 6    | 21 | Franco Morbidelli     | Prima Pramac Racing          | Già in Q2 | 1'19.946 |
| 7    | 12 | Maverick Viñales      | Aprilia Racing               | Già in Q2 | 1'19.950 |
| 8    | 49 | Fabio Di Giannantonio | Pertamina Enduro VR46 Racing | Già in Q2 | 1'19.957 |
| 9    | 23 | Enea Bastianini       | Ducati Lenovo Team           | Già in Q2 | 1'19.978 |
| 10   | 31 | Pedro Acosta          | Red Bull GASGAS Tech3        | Già in Q2 | 1'20.348 |
| 11   | 33 | Brad Binder           | Red Bull KTM Factory Racing  | Già in Q2 | 1'20.446 |
| 12   | 72 | Marco Bezzecchi       | Pertamina Enduro VR46 Racing | 1'20.115  | 1'20.713 |
| 13   | 93 | Marc Márquez          | Gresini Racing               | 1'20.263  |          |
| 14   | 20 | Fabio Quartararo      | Monster Energy Yamaha        | 1'20.310  |          |
| 15   | 37 | Augusto Fernández     | Red Bull GASGAS Tech3        | 1'20.419  |          |
| 16   | 43 | Jack Miller           | Red Bull KTM Factory Racing  | 1'20.515  |          |
| 17   | 30 | Takaaki Nakagami      | Idemitsu Honda LCR           | 1'20.553  |          |
| 18   | 10 | Luca Marini           | Repsol Honda                 | 1'20.565  |          |
| 19   | 5  | Johann Zarco          | Castrol Honda LCR            | 1'20.799  |          |
| 20   | 36 | Joan Mir              | Repsol Honda                 | 1'21.162  |          |
| 21   | 6  | Stefan Bradl          | HRC Test Team                | 1'21.270  |          |
| 22   | 87 | Remy Gardner          | Monster Energy Yamaha        | 1'21.297  |          |

## Gare

### MotoGP

#### Sprint
Dopo aver perso la prima posizione in partenza, dopo pochi giri Jorge Martín torna al comando non mollandolo più fino al termine della gara, andando a vincere davanti a Miguel Oliveira al suo primo podio in carriera nella Sprint e con il giro veloce, mentre Francesco Bagnaia chiude in terza posizione. Attaccato al numero 1 troviamo il compagno di squadra Enea Bastianini, davanti a Franco Morbidelli. Sesta e settima posizione per Marc Márquez e Maverick Viñales staccati di soli tre millesimi. Chiudono la zona punti Brad Binder ed Álex Márquez. Di seguito i risultati della gara Sprint:

##### Arrivati al traguardo
| Pos. | Nº | Pilota                | Squadra                      | Motocicletta       | Giri | Tempo     | Griglia | Punti |
| ---- | -- | --------------------- | ---------------------------- | ------------------ | ---- | --------- | ------- | ----- |
| 1º   | 89 | Jorge Martín          | Prima Pramac Racing          | Ducati Desmosedici | 15   | 20'18"904 | 1º      | 12    |
| 2º   | 88 | Miguel Oliveira       | Trackhouse Racing            | Aprilia RS-GP      | 15   | +0.676    | 2º      | 9     |
| 3º   | 1  | Francesco Bagnaia     | Ducati Lenovo Team           | Ducati Desmosedici | 15   | +1.311    | 4º      | 7     |
| 4º   | 23 | Enea Bastianini       | Ducati Lenovo Team           | Ducati Desmosedici | 15   | +1.458    | 9º      | 6     |
| 5º   | 21 | Franco Morbidelli     | Prima Pramac Racing          | Ducati Desmosedici | 15   | +5.600    | 6º      | 5     |
| 6º   | 93 | Marc Márquez          | Gresini Racing               | Ducati Desmosedici | 15   | +6.281    | 13º     | 4     |
| 7º   | 12 | Maverick Viñales      | Aprilia Racing               | Aprilia RS-GP      | 15   | +6.284    | 7º      | 3     |
| 8º   | 33 | Brad Binder           | Red Bull KTM Factory Racing  | KTM RC16           | 15   | +9.061    | 11º     | 2     |
| 9º   | 73 | Álex Márquez          | Gresini Racing               | Ducati Desmosedici | 15   | +9.201    | 5º      | 1     |
| 10º  | 72 | Marco Bezzecchi       | Pertamina Enduro VR46 Racing | Ducati Desmosedici | 15   | +10.800   | 12º     |       |
| 11º  | 43 | Jack Miller           | Red Bull KTM Factory Racing  | KTM RC16           | 15   | +13.815   | 16º     |       |
| 12º  | 49 | Fabio Di Giannantonio | Pertamina Enduro VR46 Racing | Ducati Desmosedici | 15   | +13.960   | 8º      |       |
| 13º  | 20 | Fabio Quartararo      | Monster Energy Yamaha        | Yamaha YZR-M1      | 15   | +14.432   | 14º     |       |
| 14º  | 25 | Raúl Fernández        | Trackhouse Racing            | Aprilia RS-GP      | 15   | +15.329   | 3º      |       |
| 15º  | 37 | Augusto Fernández     | Red Bull GASGAS Tech3        | KTM RC16           | 15   | +15.430   | 15º     |       |
| 16º  | 10 | Luca Marini           | Repsol Honda                 | Honda RC213V       | 15   | +15.493   | 18º     |       |
| 17°  | 5  | Johann Zarco          | Castrol Honda LCR            | Honda RC213V       | 15   | +16.205   | 19°     |       |
| 18°  | 30 | Takaaki Nakagami      | LCR Honda Idemitsu           | Honda RC213V       | 15   | +20.321   | 17°     |       |
| 19°  | 6  | Stefan Bradl          | HRC Test Team                | Honda RC213V       | 15   | +23.733   | 21°     |       |
| 20°  | 87 | Remy Gardner          | Monster Energy Yamaha        | Yamaha YZR-M1      | 15   | +26.366   | 22°     |       |
| 21°  | 36 | Joan Mir              | Repsol Honda                 | Honda RC213V       | 15   | +26.668   | 20°     |       |
| 22°  | 31 | Pedro Acosta          | Red Bull GASGAS Tech3        | KTM RC16           | 15   | +26.715   | 10°     |       |

#### Gara
A due giri dal termine, mentre guidava la gara Jorge Martín cade regalando la vittoria a Francesco Bagnaia, la quarta consecutiva che gli consente di riportarsi in testa al campionato. Chiude dietro di lui con una grande rimonta dalla tredicesima posizione, Marc Márquez davanti al fratello Álex formando la prima coppia di fratelli ad andare a podio nello stesso gran premio da Takuma Aoki e Nobuatsu Aoki nel Gran Premio Imola 1997. Chiudono come nella Sprint in quarta e quinta posizione Enea Bastianini e Franco Morbidelli. Sesto Miguel Oliveira al miglior risultato stagionale, poi Pedro Acosta davanti a Marco Bezzecchi e Brad Binder. Decima posizione per Raúl Fernández. Seguono Fabio Quartararo, Maverick Viñales e Jack Miller. Grazie alla penalizzazione di 16 secondi ai danni Augusto Fernández per la pressione delle gomme, sale in quattordicesima posizione Takaaki Nakagami facendo entrare in zona punti Luca Marini che conquista il suo primo punto stagionale. Di seguito i risultati della gara:

##### Arrivati al traguardo
| Pos. | Nº | Pilota            | Squadra                      | Motocicletta       | Giri | Tempo     | Griglia | Punti |
| ---- | -- | ----------------- | ---------------------------- | ------------------ | ---- | --------- | ------- | ----- |
| 1º   | 1  | Francesco Bagnaia | Ducati Lenovo                | Ducati Desmosedici | 30   | 40'40"063 | 4º      | 25    |
| 2º   | 93 | Marc Márquez      | Gresini Racing               | Ducati Desmosedici | 30   | +3.804    | 13º     | 20    |
| 3º   | 73 | Álex Márquez      | Gresini Racing               | Ducati Desmosedici | 30   | +4.334    | 5º      | 16    |
| 4º   | 23 | Enea Bastianini   | Ducati Lenovo                | Ducati Desmosedici | 30   | +5.317    | 9º      | 13    |
| 5º   | 21 | Franco Morbidelli | Prima Pramac Racing          | Ducati Desmosedici | 30   | +5.557    | 6º      | 11    |
| 6º   | 88 | Miguel Oliveira   | Trackhouse Racing            | Aprilia RS-GP      | 30   | +10.481   | 2º      | 10    |
| 7º   | 31 | Pedro Acosta      | Red Bull GASGAS Tech3        | KTM RC16           | 30   | +14.746   | 10º     | 9     |
| 8º   | 72 | Marco Bezzecchi   | Pertamina Enduro VR46 Racing | Ducati Desmosedici | 30   | +14.930   | 12º     | 8     |
| 9º   | 33 | Brad Binder       | Red Bull KTM Factory Racing  | KTM RC16           | 30   | +15.084   | 11º     | 7     |
| 10º  | 25 | Raúl Fernández    | Trackhouse Racing            | Aprilia RS-GP      | 30   | +16.384   | 3º      | 6     |
| 11º  | 20 | Fabio Quartararo  | Monster Energy Yamaha        | Yamaha YZR-M1      | 30   | +17.235   | 14º     | 5     |
| 12º  | 12 | Maverick Viñales  | Aprilia Racing               | Aprilia RS-GP      | 30   | +18.865   | 7º      | 4     |
| 13º  | 43 | Jack Miller       | Red Bull KTM Factory Racing  | KTM RC16           | 30   | +25.425   | 16º     | 3     |
| 14º  | 30 | Takaaki Nakagami  | Idemitsu Honda LCR           | Honda RC213V       | 30   | +25.817   | 17º     | 2     |
| 15º  | 10 | Luca Marini       | Repsol Honda                 | Honda RC213V       | 30   | +25.854   | 18º     | 1     |
| 16º  | 37 | Augusto Fernández | Red Bull GASGAS Tech3        | KTM RC16           | 30   | +41.495   | 15º     |       |
| 17º  | 5  | Johann Zarco      | Castrol Honda LCR            | Honda RC213V       | 30   | +41.952   | 19º     |       |
| 18º  | 36 | Joan Mir          | Repsol Honda                 | Honda RC213V       | 30   | +43.115   | 20º     |       |
| 19º  | 87 | Remy Gardner      | Monster Energy Yamaha        | Yamaha YZR-M1      | 30   | +50.115   | 21º     |       |
| 20º  | 6  | Stefan Bradl      | HRC Test Team                | Honda RC213V       | 30   | +59.047   | 22º     |       |

##### Ritirati
| Nº | Pilota                | Squadra                      | Motocicletta       | Giri | Griglia |
| -- | --------------------- | ---------------------------- | ------------------ | ---- | ------- |
| 89 | Jorge Martín          | Prima Pramac Racing          | Ducati Desmosedici | 28   | 1º      |
| 49 | Fabio Di Giannantonio | Pertamina Enduro VR46 Racing | Ducati Desmosedici | 9    | 8º      |

### Moto2
Fermín Aldeguer trova la sua seconda vittoria stagionale davanti a Jake Dixon al secondo podio stagionale e suo miglior risultato mentre chiude terzo Ai Ogura. Quarta posizione per Diogo Moreira al miglior risultato in Moto2 chiudendo davanti a Celestino Vietti migliore degli italiani. Sesta posizione per Somkiat Chantra davanti al leader del campionato Sergio García e a Joe Roberts, ottavo. Nona posizione per Tony Arbolino seguito da Alonso López, poi Senna Agius e Manuel González. Chiudono la zona punti Izan Guevara, Jeremy Alcoba e Jaume Masiá. Di seguito i risultati della gara:

#### Arrivati al traguardo
| Pos | Nº | Pilota           | Squadra                        | Motocicletta | Giri | Tempo     | Griglia | Punti |
| --- | -- | ---------------- | ------------------------------ | ------------ | ---- | --------- | ------- | ----- |
| 1°  | 54 | Fermín Aldeguer  | MB Conveyors Speed Up          | B-24         | 25   | 35'07"384 | 3º      | 25    |
| 2°  | 96 | Jake Dixon       | CFMoto Polarcube Aspar Team    | Kalex        | 25   | +2.159    | 2º      | 20    |
| 3°  | 79 | Ai Ogura         | MT Helmets - MSi               | B-24         | 25   | +4.418    | 7º      | 16    |
| 4°  | 10 | Diogo Moreira    | Italtrans Racing Team          | Kalex        | 25   | +4.533    | 8º      | 13    |
| 5°  | 13 | Celestino Vietti | Red Bull KTM Ajo               | Kalex        | 25   | +4.543    | 1º      | 11    |
| 6°  | 35 | Somkiat Chantra  | Idemitsu Honda Team Asia       | Kalex        | 25   | +4.651    | 17º     | 10    |
| 7°  | 3  | Sergio García    | MT Helmets - MSi               | B-24         | 25   | +5.425    | 12º     | 9     |
| 8°  | 16 | Joe Roberts      | OnlyFans American Racing Team  | Kalex        | 25   | +6.314    | 11º     | 8     |
| 9°  | 14 | Tony Arbolino    | Elf Marc VDS Racing Team       | Kalex        | 25   | +7.018    | 6º      | 7     |
| 10° | 21 | Alonso López     | MB Conveyors Speed Up          | B-24         | 25   | +8.255    | 10º     | 6     |
| 11° | 81 | Senna Agius      | Liqui Moly Husqvarna Intact GP | Kalex        | 25   | +9.225    | 4º      | 5     |
| 12° | 18 | Manuel González  | QJMotor Gresini Moto2          | Kalex        | 25   | +9.703    | 5º      | 4     |
| 13° | 28 | Izan Guevara     | CFMoto Polarcube Aspar Team    | Kalex        | 25   | +10.690   | 13º     | 3     |
| 14° | 52 | Jeremy Alcoba    | Yamaha VR46 Master Camp Team   | Kalex        | 25   | +12.810   | 23º     | 2     |
| 15° | 5  | Jaume Masiá      | Preicanos Racing Team          | Kalex        | 25   | +13.845   | 19º     | 1     |
| 16° | 71 | Dennis Foggia    | Italtrans Racing Team          | Kalex        | 25   | +14.285   | 18º     |       |
| 17° | 32 | Marcel Schrötter | Red Bull KTM Ajo               | Kalex        | 25   | +14.483   | 22º     |       |
| 18° | 24 | Marcos Ramírez   | OnlyFans American Racing Team  | Kalex        | 25   | +15.028   | 9º      |       |
| 19° | 17 | Daniel Muñoz     | Preicanos Racing Team          | Kalex        | 25   | +16.496   | 20º     |       |
| 20° | 7  | Barry Baltus     | RW-Idrofoglia Racing GP        | Kalex        | 25   | +17.240   | 27º     |       |
| 21° | 75 | Albert Arenas    | QJMotor Gresini Moto2          | Kalex        | 25   | +21.557   | 26º     |       |
| 22° | 11 | Álex Escrig      | Klint Forward Factory Team     | Forward      | 25   | +27.073   | 30º     |       |
| 23° | 43 | Xavier Artigas   | Klint Forward Factory Team     | Forward      | 25   | +29.351   | 29º     |       |
| 24° | 22 | Ayumu Sasaki     | Yamaha VR46 Master Camp Team   | Kalex        | 25   | +38.512   | 21º     |       |
| 25° | 15 | Darryn Binder    | Liqui Moly Husqvarna Intact GP | Kalex        | 25   | +73.462   | 16º     |       |

#### Ritirati
| Nº | Pilota                  | Squadra                  | Motocicletta | Giri | Griglia |
| -- | ----------------------- | ------------------------ | ------------ | ---- | ------- |
| 34 | Mario Aji               | Idemitsu Honda Team Asia | Kalex        | 22   | 25º     |
| 44 | Arón Canet              | Fantic Racing            | Kalex        | 18   | 14º     |
| 84 | Zonta van den Goorbergh | RW-Idrofoglia Racing GP  | Kalex        | 15   | 28º     |
| 31 | Roberto García          | Fantic Racing            | Kalex        | 11   | 24º     |
| 84 | Bo Bendsneyder          | Preicanos Racing Team    | Kalex        | 7    | 15º     |

### Moto3
Prima della gara vengono penalizzati: Ryusei Yamanaka, David Almansa, Iván Ortolá e Stefano Nepa con un long lap penalty da scontare in gara, Tatchakorn Buasri, Nicol Fabio Carraro, Riccardo Rossi, Luca Lunetta e Xabi Zurutuza con due long lap penalty da scontare durante la gara. Devono partire dalla pit-lane: Filippo Farioli, Matteo Bertelle, Joshua Whatley e Joel Esteban
Sesta vittoria stagionale per David Alonso che porta il suo vantaggio in campionato a +58. Seconda posizione e secondo podio stagionale per Taiyo Furusato chiudendo davanti ad Iván Ortolá. Quarta posizione per Adrián Fernández davanti al compagno di squadra Ángel Piqueras. Seguono Ryusei Yamanaka e Daniel Holgado davanti al trio composto da David Muñoz, Tatsuki Suzuki e Scott Ogden davanti a Joel Kelso, undicesimo. Dodicesimo Stefano Nepa, migliore degli italiani, davanti a Filippo Farioli, Joel Esteban e Matteo Bertelle a chiudere la zona punti. Di seguito i risultati della gara:

#### Arrivati al traguardo
| Pos | Nº | Pilota               | Squadra                        | Motocicletta  | Giri | Tempo     | Griglia | Punti |
| --- | -- | -------------------- | ------------------------------ | ------------- | ---- | --------- | ------- | ----- |
| 1°  | 80 | David Alonso         | CFMoto Gaviota Aspar Team      | CFMoto        | 20   | 33'02"956 | 2º      | 25    |
| 2°  | 72 | Taiyo Furusato       | Honda Team Asia                | Honda NSF250R | 20   | +0.187    | 8º      | 20    |
| 3°  | 48 | Iván Ortolá          | MT Helmets - MSi               | KTM RC 250 GP | 20   | +0.339    | 12º     | 16    |
| 4°  | 31 | Adrián Fernández     | Leopard Racing                 | Honda NSF250R | 20   | +2.362    | 4º      | 13    |
| 5°  | 36 | Ángel Piqueras       | Leopard Racing                 | Honda NSF250R | 20   | +2.438    | 14º     | 11    |
| 6°  | 6  | Ryusei Yamanaka      | MT Helmets - MSi               | KTM RC 250 GP | 20   | +3.786    | 11º     | 10    |
| 7°  | 96 | Daniel Holgado       | Red Bull GASGAS Tech3          | KTM RC 250 GP | 20   | +3.869    | 13º     | 9     |
| 8°  | 64 | David Muñoz          | BOE Motorsports                | KTM RC 250 GP | 20   | +5.461    | 6º      | 8     |
| 9°  | 24 | Tatsuki Suzuki       | Liqui Moly Husqvarna Intact GP | Husqvarna     | 20   | +5.685    | 9º      | 7     |
| 10° | 19 | Scott Ogden          | MLav Racing                    | Honda NSF250R | 20   | +5.817    | 7º      | 6     |
| 11° | 66 | Joel Kelso           | BOE Motorsports                | KTM RC 250 GP | 20   | +6.021    | 15º     | 5     |
| 12° | 82 | Stefano Nepa         | LevelUp - MTA                  | KTM RC 250 GP | 20   | +13.085   | 10º     | 4     |
| 13° | 7  | Filippo Farioli      | SIC58 Squadra Corse            | Honda NSF250R | 20   | +25.001   | 26º     | 3     |
| 14° | 78 | Joel Esteban         | CFMoto Gaviota Aspar Team      | CFMoto        | 20   | +25.069   | 23º     | 2     |
| 15° | 18 | Matteo Bertelle      | Kopron Rivacold Snipers Team   | Honda NSF250R | 20   | +25.071   | 24º     | 1     |
| 16° | 85 | Xabi Zurutuza        | Red Bull KTM Ajo               | KTM RC 250 GP | 20   | +38.789   | 17º     |       |
| 17° | 10 | Nicola Fabio Carraro | LevelUp - MTA                  | KTM RC 250 GP | 20   | +39.177   | 19º     |       |
| 18° | 95 | Collin Veijer        | Liqui Moly Husqvarna Intact GP | Husqvarna     | 20   | +39.387   | 1º      |       |
| 19° | 54 | Riccardo Rossi       | CIP Green Power                | KTM RC 250 GP | 20   | +39.250   | 18º     |       |
| 20° | 22 | David Almansa        | Kopron Rivacold Snipers Team   | Honda NSF250R | 20   | +39.434   | 21º     |       |
| 21° | 70 | Joshua Whatley       | MLav Racing                    | Honda NSF250R | 20   | +39.552   | 25º     |       |
| 22° | 5  | Tatchakorn Buasri    | Honda Team Asia                | Honda NSF250R | 20   | +46.891   | 20º     |       |
| 23° | 55 | Noah Dettwiler       | CIP Green Power                | KTM RC 250 GP | 20   | +68.267   | 22º     |       |

#### Ritirati
| Nº | Pilota             | Squadra               | Motocicletta  | Giri | Griglia |
| -- | ------------------ | --------------------- | ------------- | ---- | ------- |
| 99 | José Antonio Rueda | Red Bull KTM Ajo      | KTM RC 250 GP | 21   | 5º      |
| 58 | Luca Lunetta       | SIC58 Squadra Corse   | Honda NSF250R | 19   | 3º      |
| 12 | Jacob Roulstone    | Red Bull GASGAS Tech3 | KTM RC 250 GP | 13   | 16º     |

### MotoE

#### Gara 1
Inizialmente prevista su 8 giri, è stata prima sospesa per poi essere ripresa per soli 5 giri con una nuova griglia di partenza.

##### Arrivati al traguardo
| Pos. | Nº | Pilota             | Squadra                       | Giri | Tempo    | Griglia | Punti |
| ---- | -- | ------------------ | ----------------------------- | ---- | -------- | ------- | ----- |
| 1º   | 4  | Héctor Garzó       | Dynavolt Intact GP            | 5    | 7'14"150 | 4º      | 25    |
| 2º   | 61 | Alessandro Zaccone | Tech3 E-Racing                | 5    | +0.408   | 1º      | 20    |
| 3º   | 29 | Nicholas Spinelli  | Tech3 E-Racing                | 5    | +1.563   | 3º      | 16    |
| 4º   | 11 | Matteo Ferrari     | Felo Gresini MotoE            | 5    | +2.716   | 7º      | 13    |
| 5º   | 81 | Jordi Torres       | OpenBank Aspar Team           | 5    | +2.846   | 5º      | 11    |
| 6º   | 77 | Miquel Pons        | Axxis - MSi                   | 5    | +3.007   | 12º     | 10    |
| 7º   | 3  | Lukas Tulovic      | Dynavolt Intact GP            | 5    | +3.185   | 9º      | 9     |
| 8º   | 21 | Kevin Zannoni      | OpenBank Aspar Team           | 5    | +3.415   | 10º     | 8     |
| 9º   | 40 | Mattia Casadei     | LCR E-Team                    | 5    | +5.443   | 8º      | 7     |
| 10º  | 72 | Alessio Finello    | Felo Gresini MotoE            | 5    | +5.721   | 11º     | 6     |
| 11º  | 9  | Andrea Mantovani   | Klint Forward Factory Team    | 5    | +6.999   | 14º     | 5     |
| 12º  | 6  | María Herrera      | Klint Forward Factory Team    | 5    | +8.700   | 18º     | 4     |
| 13º  | 55 | Massimo Roccoli    | Ongetta SIC58 Squadra Corse   | 5    | +8.940   | 13º     | 3     |
| 14º  | 7  | Chaz Davies        | Aruba Cloud MotoE Racing Team | 5    | +9.046   | 15º     | 2     |
| 15º  | 34 | Kevin Manfredi     | Ongetta SIC58 Squadra Corse   | 5    | +10.104  | 16º     | 1     |

##### Non partiti
| Nº | Pilota          | Squadra                       | Giri | Griglia |
| -- | --------------- | ----------------------------- | ---- | ------- |
| 51 | Eric Granado    | LCR E-Team                    | 6    | 6º      |
| 80 | Armando Pontone | Aruba Cloud MotoE Racing Team | 5    | 17º     |

##### Non classificati
| Nº | Pilota          | Squadra     | Giri | Griglia |
| -- | --------------- | ----------- | ---- | ------- |
| 99 | Óscar Gutiérrez | Axxis - MSi | 3    | 2º      |

#### Gara 2

##### Arrivati al traguardo
| Pos. | Nº | Pilota             | Squadra                       | Giri | Tempo     | Griglia | Punti |
| ---- | -- | ------------------ | ----------------------------- | ---- | --------- | ------- | ----- |
| 1º   | 4  | Héctor Garzó       | Dynavolt Intact GP            | 8    | 12'43"708 | 4º      | 25    |
| 2º   | 29 | Nicholas Spinelli  | Tech3 E-Racing                | 8    | +3.485    | 3º      | 20    |
| 3º   | 81 | Jordi Torres       | OpenBank Aspar Team           | 8    | +6.217    | 5º      | 16    |
| 4º   | 99 | Óscar Gutiérrez    | Axxis - MSi                   | 8    | +7.254    | 2º      | 13    |
| 5º   | 61 | Alessandro Zaccone | Tech3 E-Racing                | 8    | +9.398    | 1º      | 11    |
| 6º   | 11 | Matteo Ferrari     | Felo Gresini MotoE            | 8    | +13.523   | 6º      | 10    |
| 7º   | 77 | Miquel Pons        | Axxis - MSi                   | 8    | +15.149   | 11º     | 9     |
| 8º   | 9  | Andrea Mantovani   | Klint Forward Factory Team    | 8    | +15.546   | 13º     | 8     |
| 9º   | 40 | Mattia Casadei     | LCR E-Team                    | 8    | +21.748   | 7º      | 7     |
| 10º  | 3  | Lukas Tulovic      | Dynavolt Intact GP            | 8    | +29.284   | 8º      | 6     |
| 11º  | 55 | Massimo Roccoli    | Ongetta SIC58 Squadra Corse   | 8    | +32.036   | 12º     | 5     |
| 12º  | 80 | Armando Pontone    | Aruba Cloud MotoE Racing Team | 8    | +32.410   | 16º     | 4     |
| 13º  | 34 | Kevin Manfredi     | Ongetta SIC58 Squadra Corse   | 8    | +34.202   | 15º     | 3     |
| 14º  | 72 | Alessio Finello    | Felo Gresini MotoE            | 8    | +34.411   | 10º     | 2     |
| 15º  | 21 | Kevin Zannoni      | OpenBank Aspar Team           | 8    | +34.447   | 9º      | 1     |
| 16º  | 7  | Chaz Davies        | Aruba Cloud MotoE Racing Team | 8    | +34.552   | 14º     |       |
| 17º  | 6  | María Herrera      | Klint Forward Factory Team    | 8    | +69.366   | 17º     |       |